# Rhynchophorus ferrugineus

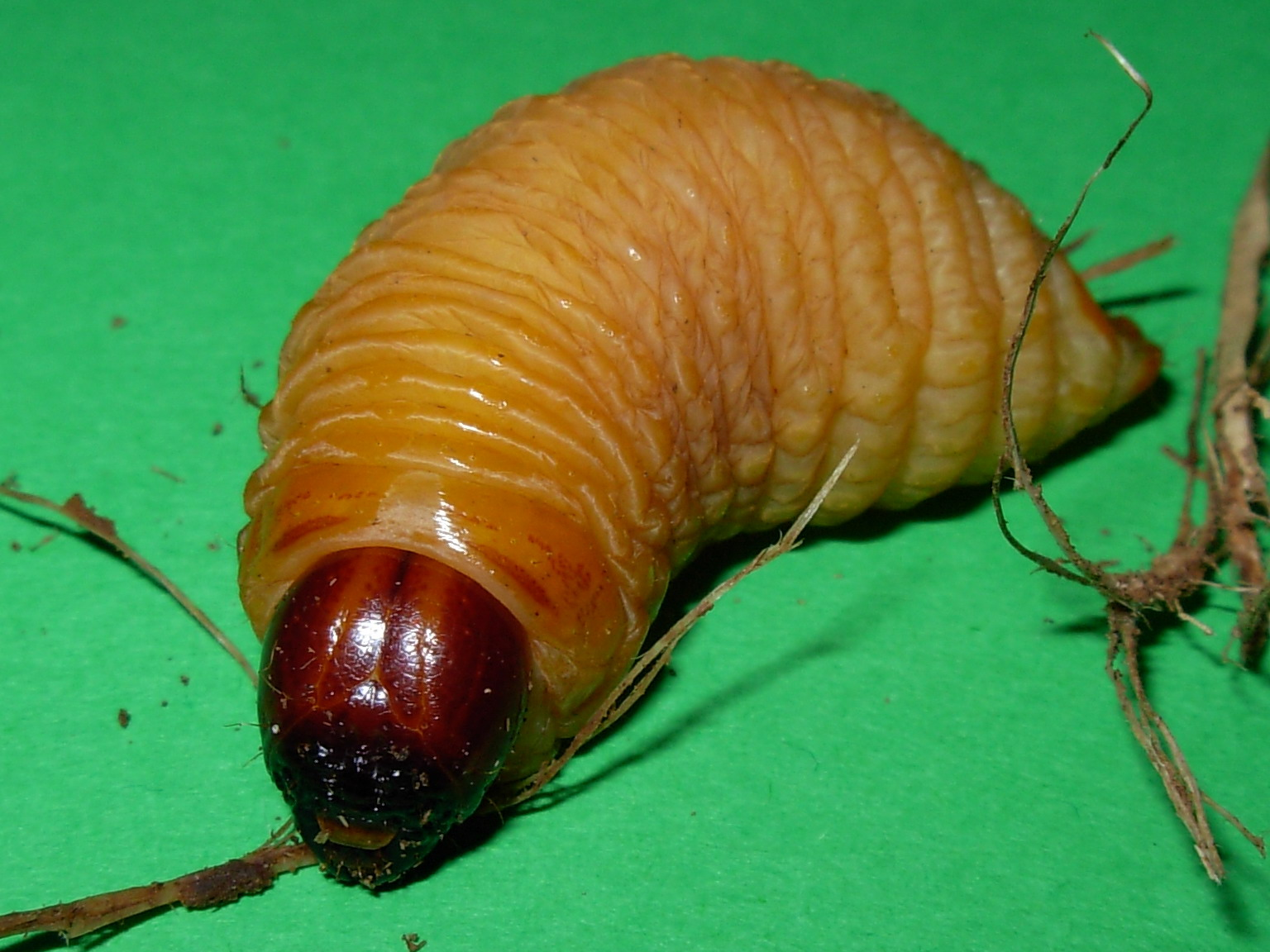
Larve

Rhynchophorus ferrugineus (auch Roter Palmrüssler) ist ein Käfer aus der Familie der Rüsselkäfer, Unterfamilie Dryophthorinae. Ursprünglich aus Asien stammend, verbreitete er sich in nur wenigen Jahren fast weltweit, unter anderem auch im Mittelmeerraum, und bedroht hier sämtliche Bestände von Palmen. Seine Larve ist bekannt als Sagowurm und wird lokal als Lebensmittel und damit wichtiger Eiweißlieferant genutzt.

## Merkmale
Rhynchophorus ferrugineus ist ein ca. 3,0 bis 3,5 Zentimeter langer Rüsselkäfer. Die Oberseite des Körpers einschließlich des Pronotums und der Flügeldecken ist typischerweise überwiegend bräunlichrot gefärbt. Der größte Teil der Unterseite und die Beine sowie die Antennen sind schwarz, die Fühlerkeule aber wiederum rötlich. Auch der fast gerade, zylindrische Rüssel ist rötlich gefärbt. Die Antennen sind an den Seiten des Rüssels, nahe bei dessen Basis, eingelenkt. Sie sind gekniet mit stark verlängertem Basisglied (Scapus). Auf dem Halsschild sitzen schwarze Punkte und Flecken unterschiedlicher Ausdehnung. Die Flügeldecken tragen deutliche, tief eingedrückte Punktstreifen, sie sind am Körperende verkürzt und lassen das letzte Hinterleibssegment (Pygidium) unbedeckt. Die häutigen Hinterflügel sind normal ausgebildet, die Käfer sind flugfähig und recht gute Flieger. Der Halsschild ist zylindrisch und auffallend langgestreckt.
Die Art ist bekannt für ihre extrem variable Färbung und weist ausgeprägte Farbmorphen auf, die früher teilweise als eigene Arten angesehen worden waren. So gibt es Populationen, deren Tiere überwiegend schwarz gefärbt sind und die nur einen auffallenden, leuchtend roten Längsstreifen auf dem Halsschild tragen.
Die Larven, die Sagowürmer genannt werden, haben einen cremefarbenen, prallen Körper mit feingezahnten Querrillen und einen kleinen, hartschaligen und kastanienbraunen Kopf. Bei näherer Betrachtung sind am Körper feine Härchen zu erkennen.

## Verbreitung
Der Käfer kommt ursprünglich aus Südostasien, wo er vor allem in Süßwassersümpfen lebt. Von dort verbreitete er sich durch den Mittleren Osten bis nach Marokko. Durch den Import von Palmen wurde er nach Spanien, Italien, Griechenland, Frankreich und in nahezu alle Mittelmeerländer sowie Portugal eingeschleppt. Auch auf den Mittelmeerinseln Mallorca und Ibiza wurde er nachgewiesen. Dort hat er inzwischen Schäden in Millionenhöhe verursacht. In Mallorca wurden bis März 2013 an die 3000 geschädigte Palmen gezählt.
Im März 2015 berichtet die Mallorca Zeitung, dass der Schädling inzwischen in allen Gemeinden der Insel nachgewiesen wurde und seit 2006 bereits fast 10.000 Palmen befallen hat.
Laut Angaben des Landes-Umweltamtes von Mallorca sind mit Stand 5. November 2016 vier Prozent der Palmen auf Mallorca von dem Schädling befallen. Das entspricht rund 11.700 Palmen. Als der Palmrüssler 2006 auf den Balearen entdeckt wurde, waren nur die Kanarische Dattelpalme und die Echte Dattelpalme befallen.
Inzwischen werden auch Fächerpalmen, die Zwergpalme und sogar schon Palmlilien von dem Käfer befallen.
Obwohl die Art aus den tropischen Breiten stammt, überlebt sie die Winter in gemäßigteren Breiten problemlos und kann daher überall vorkommen, wo Palmen wachsen. Die Neuinfektion erfolgt durch fliegende Käfer. Durch den Versand infizierter Palmen aus Baumschulen verbreiteten sie sich über Länder und Kontinente hinweg.

## Entwicklung
Die Jugendstadien des Palmrüsslers sind an Palmen gebunden. Das Weibchen legt bis zu 300 Eier einzeln oder in kleinen Gelegen in Spalten oder selbst ausgefressenen Hohlräumen in der Palme ab. Nach 2 bis 5 Tagen schlüpfen die Larven. Sie fressen sich durch das Gewebe bis in die Wachstumszone an der Stammspitze im Bereich des Blattansatzes. Andere Teile der Pflanze, z. B. Blätter, faserige oder verholzte Stammabschnitte, werden nicht dauerhaft befallen. Das Larvenstadium dauert ein bis drei Monate, die Larve häutet sich dabei sieben- bis zwölfmal. Anschließend verpuppt sie sich in einer langgestreckten, ovalen und aus Pflanzenfasern bestehenden Puppenkammer. Nach 14 bis 21 Tagen Puppenruhe schlüpfen die adulten Käfer (Imagines). Sie sind beinahe ganzjährig anzutreffen, in den gemäßigten Breiten bleiben sie allerdings oft bis zum Frühjahr in der Puppenkammer.
Der Befall ist in den frühen Stadien äußerlich nicht erkennbar. Sobald Symptome zu sehen sind, ist der Baum in der Regel bereits rettungslos verloren. Zum Ende eines Befalls sterben die Blattwedel ab, der vollkommen aufgebrauchte und zerstörte Wachstumskegel kann keine neuen Blätter mehr ausbilden.
Eine Vielzahl verschiedener Palmenarten werden befallen, darunter auch die ökonomisch bedeutenden Kokospalmen, Sagopalmen, Echte Dattelpalmen und Silber-Dattelpalmen. Im Mittelmeerraum wird vor allem die als Zierbaum häufig angepflanzte Kanarische Dattelpalme befallen.

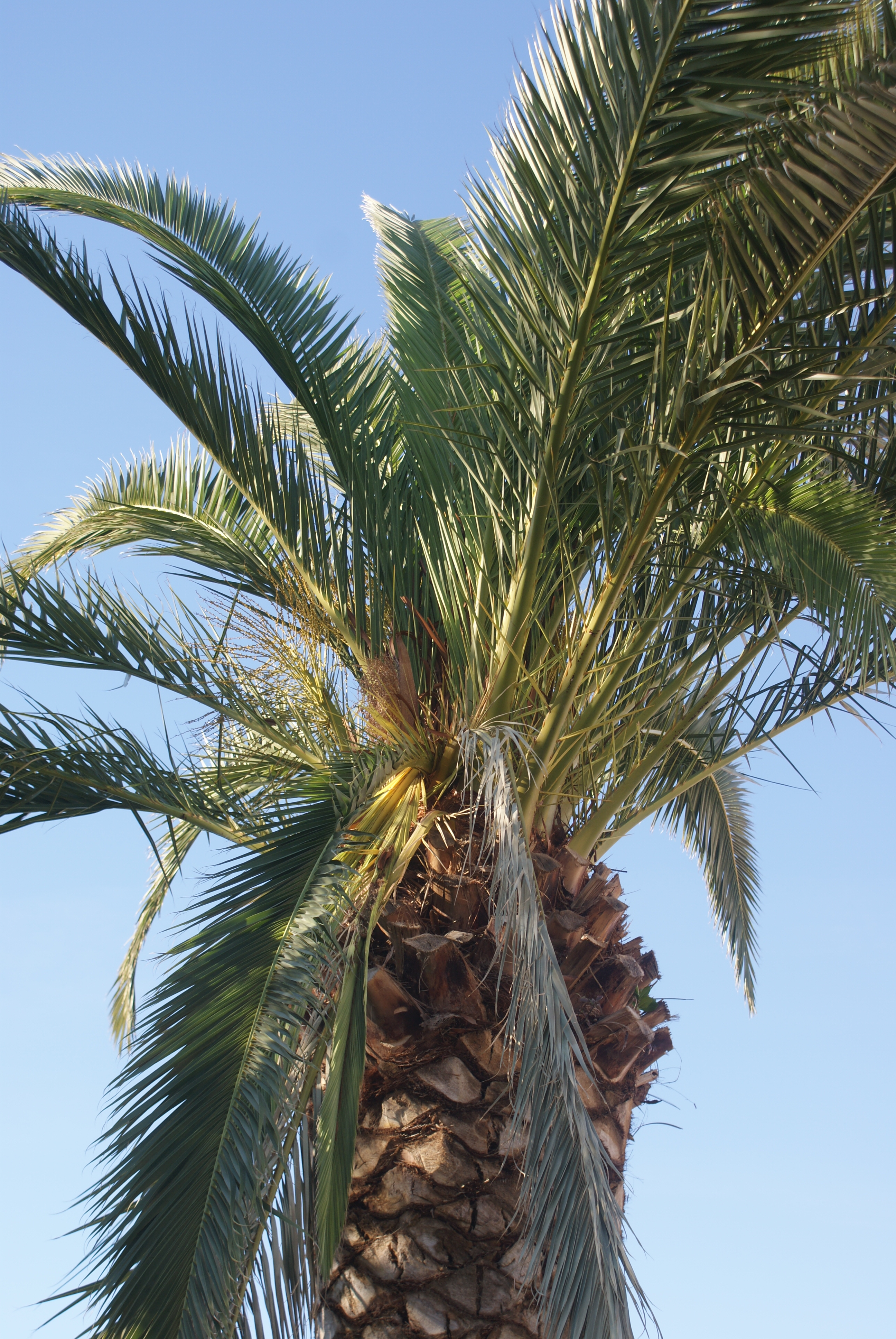
Erstes offensichtliches Schadenbild an einer Kanarischen Dattelpalme
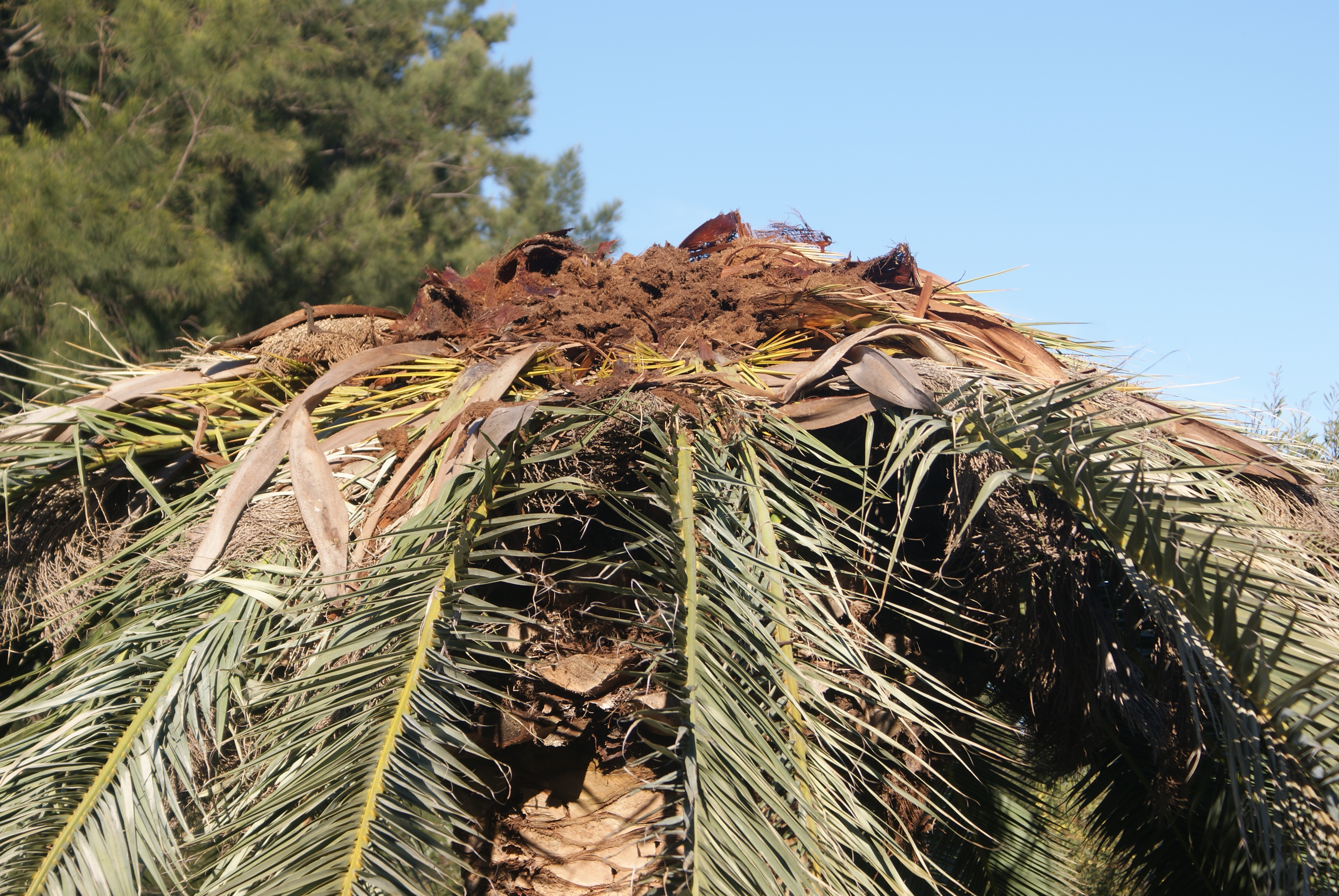
Mit dem Ende des Befalls ist die Krone der Palme vollkommen zerstört
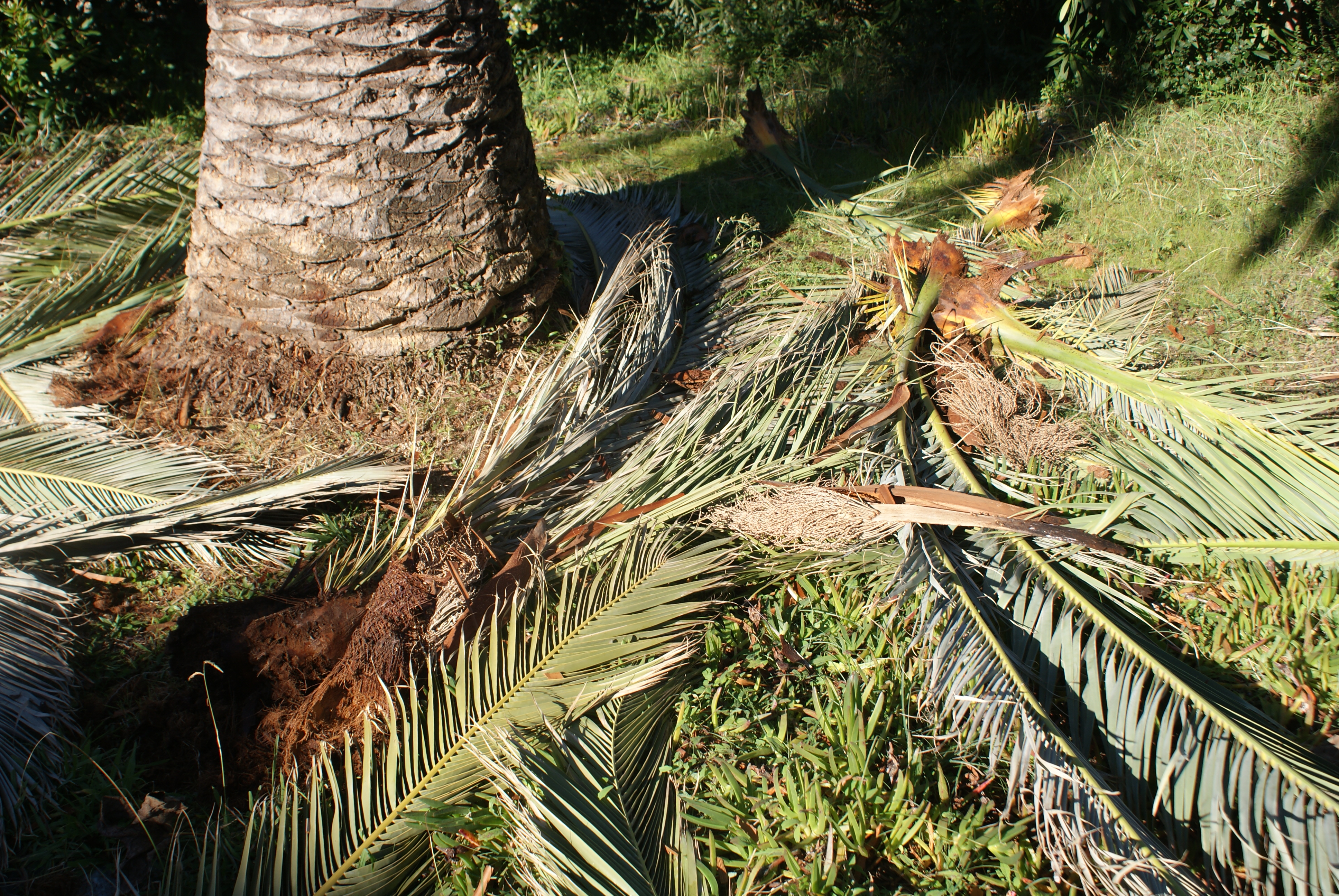
Die an der Basis ausgefressenen Palmwedel fallen aus der Krone
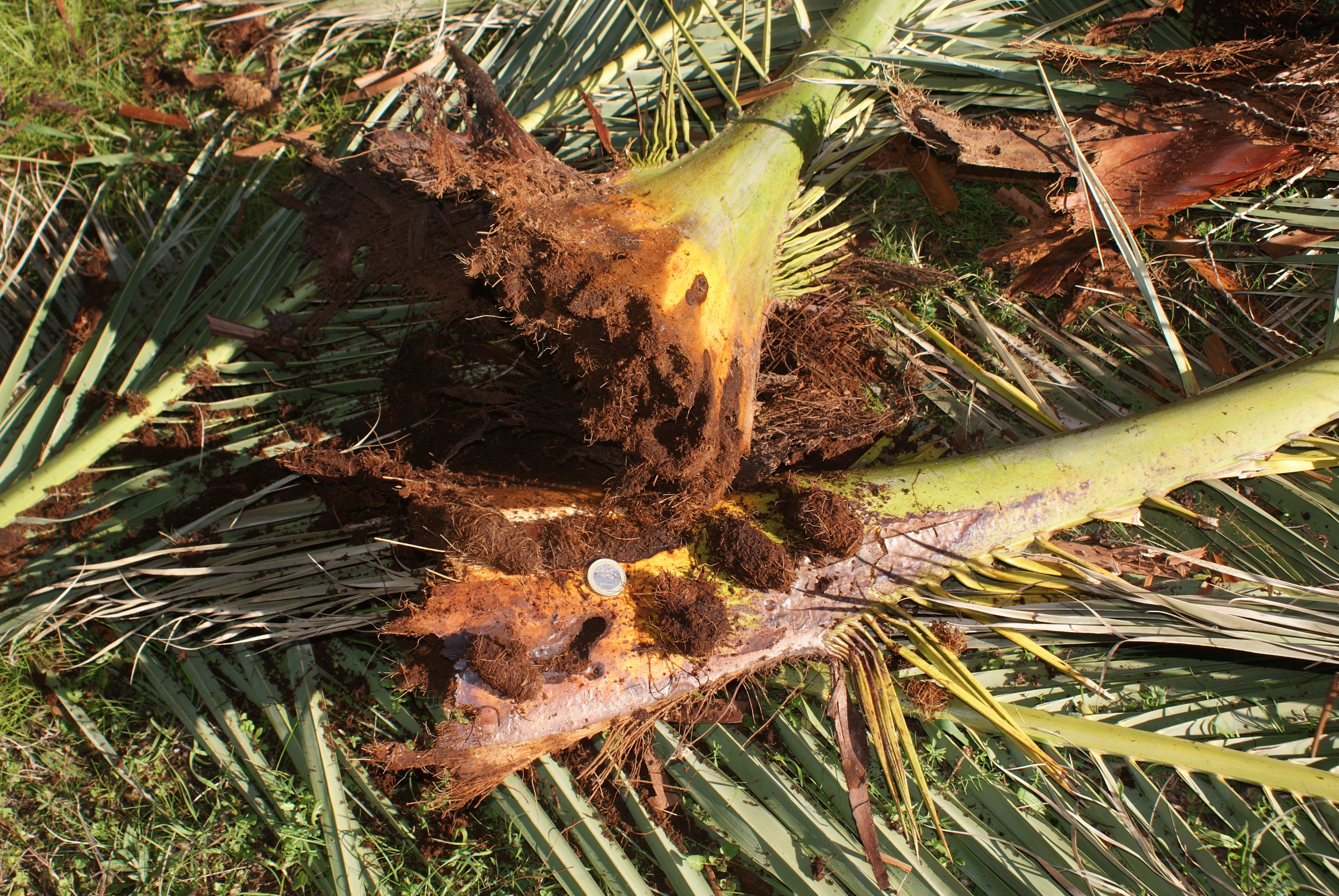
In den Fraßgängen an der Basis der herabgefallenen Palmwedel finden sich Puppenwiegen aus Palmfasern
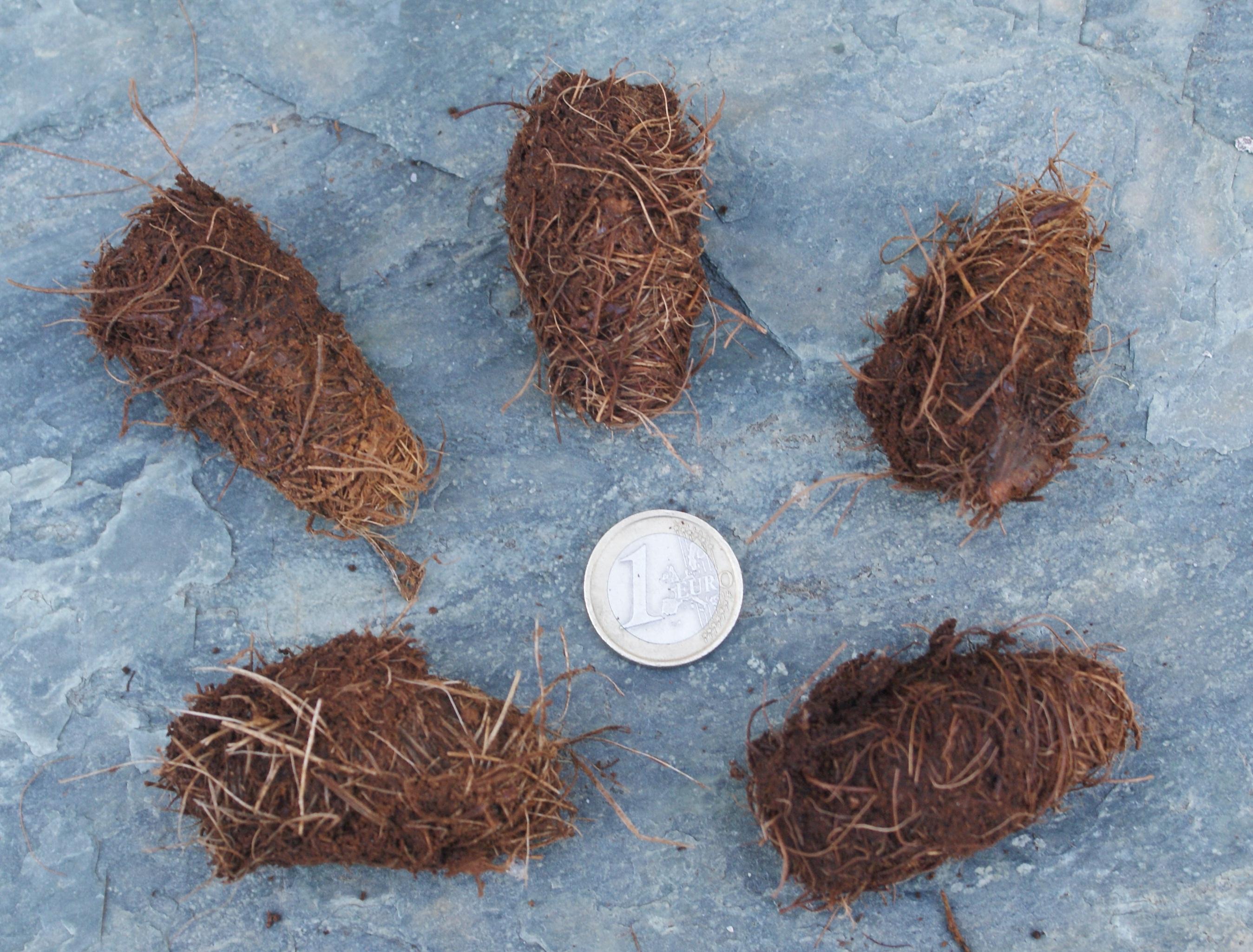
Puppenwiegen des Roten Palmrüsslers
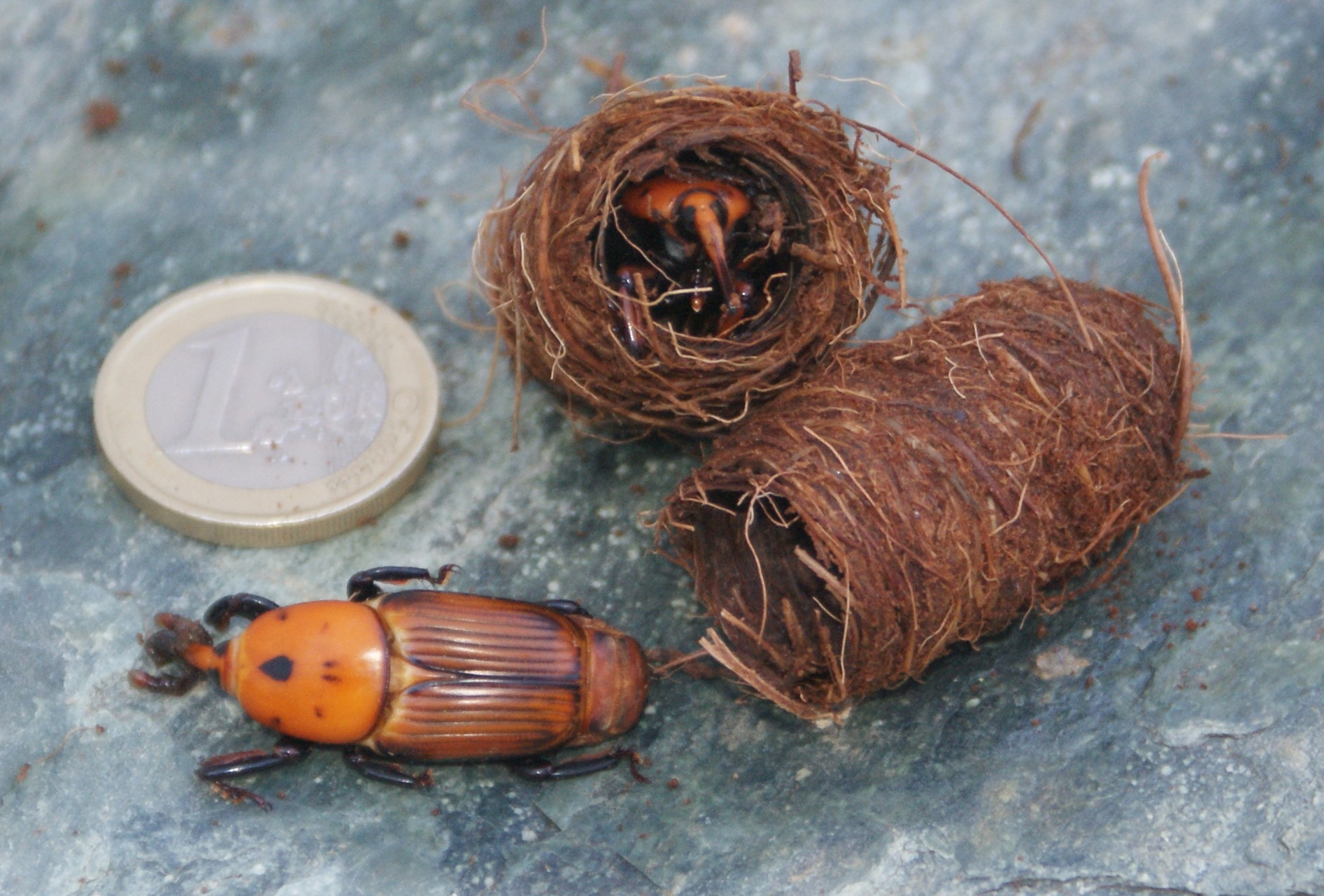
Geöffnete Puppenwiegen mit aus den Puppen gehäuteten erwachsenen Käfern

Prävention und Behandlung
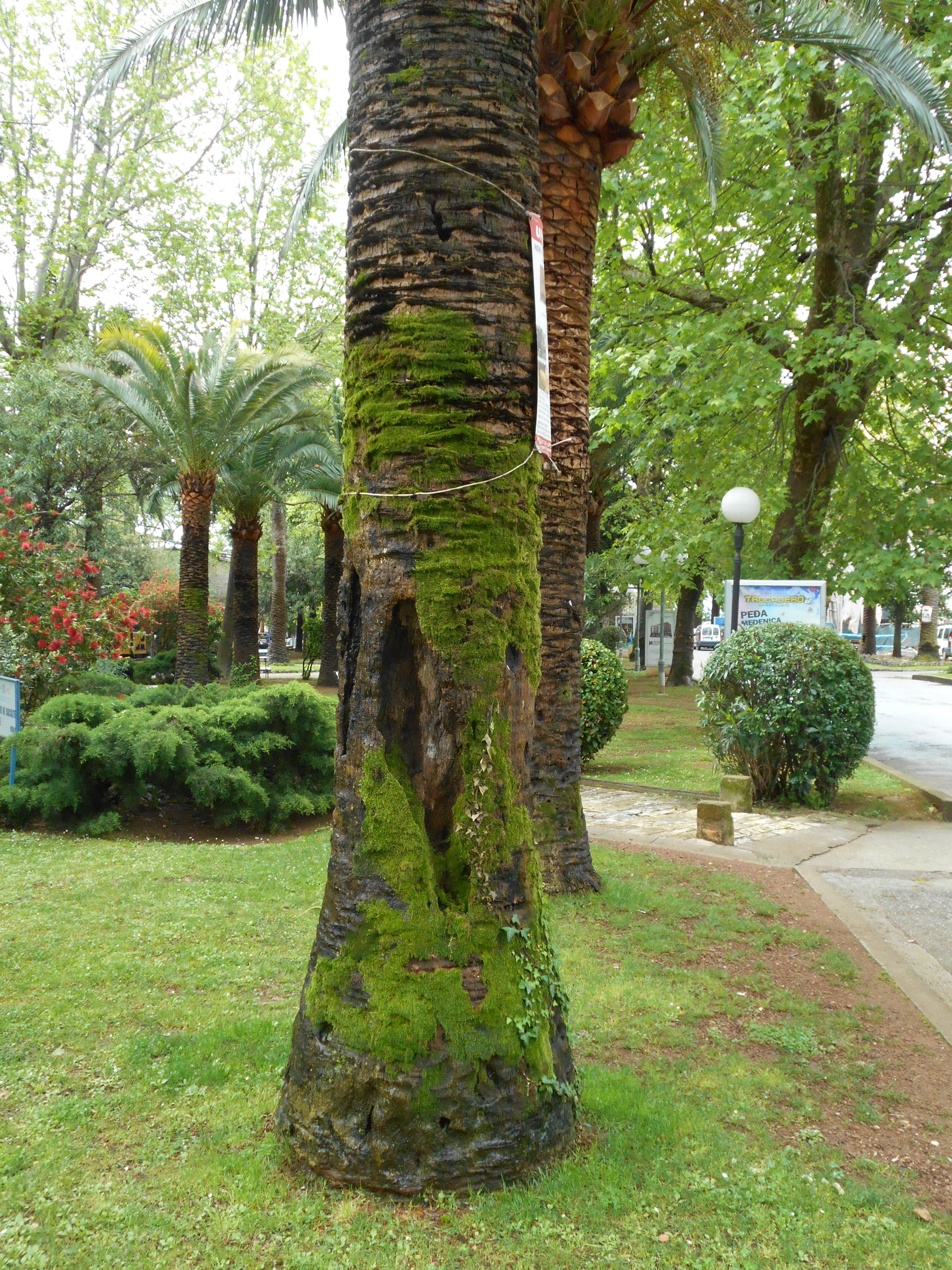
Kanarische Dattelpalme, infiziert mit dem Roten Palmrüssler (Budva, Montenegro, Mai 2016)
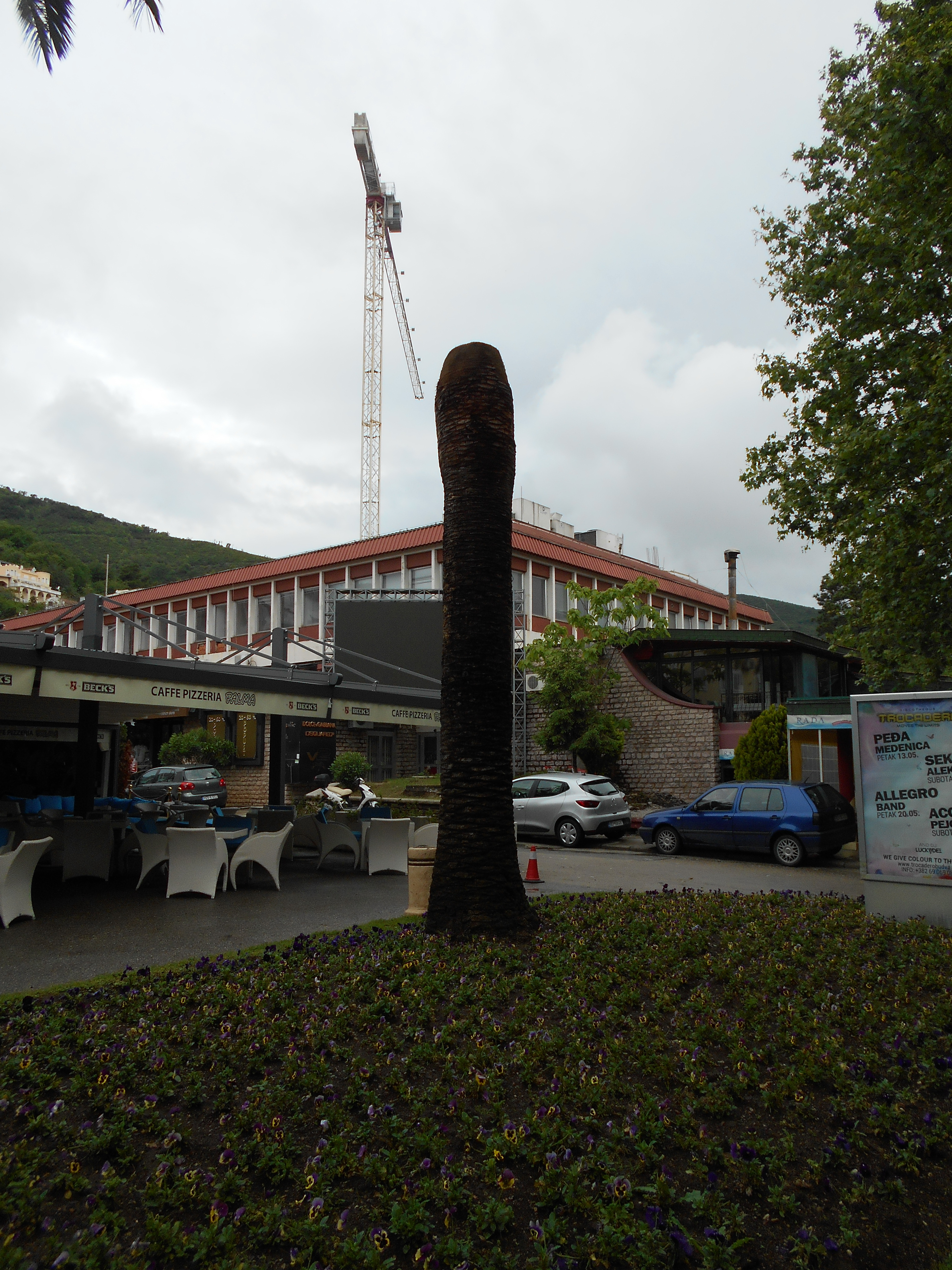
Kanarische Dattelpalme nach dem Befall des Roten Palmrüssler vollständig zerstört (Budva, Mai 2016)
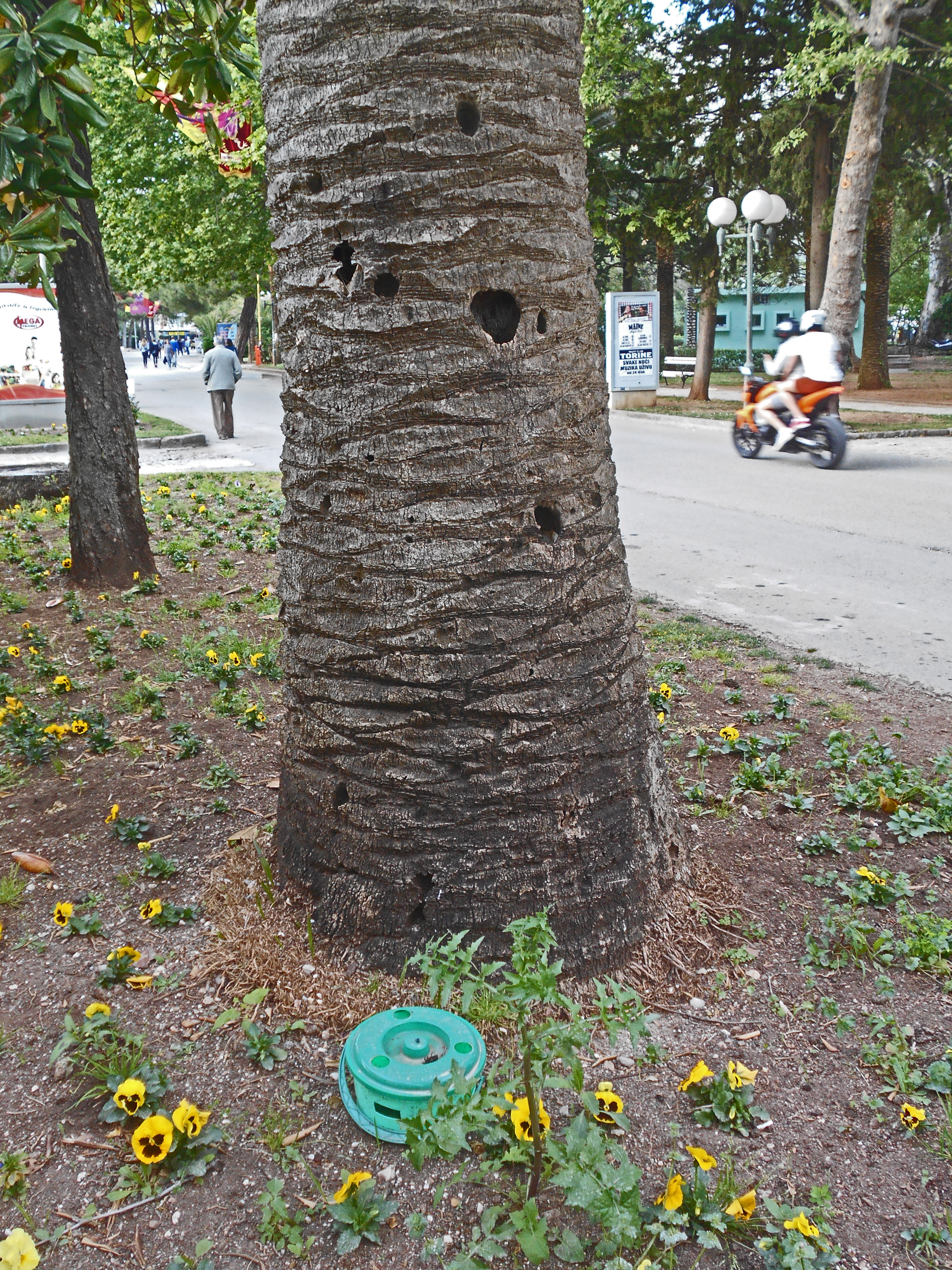
Fallen zum Anziehen und Zerstören von Roten Palmrüsslern (Budva, Mai 2017)
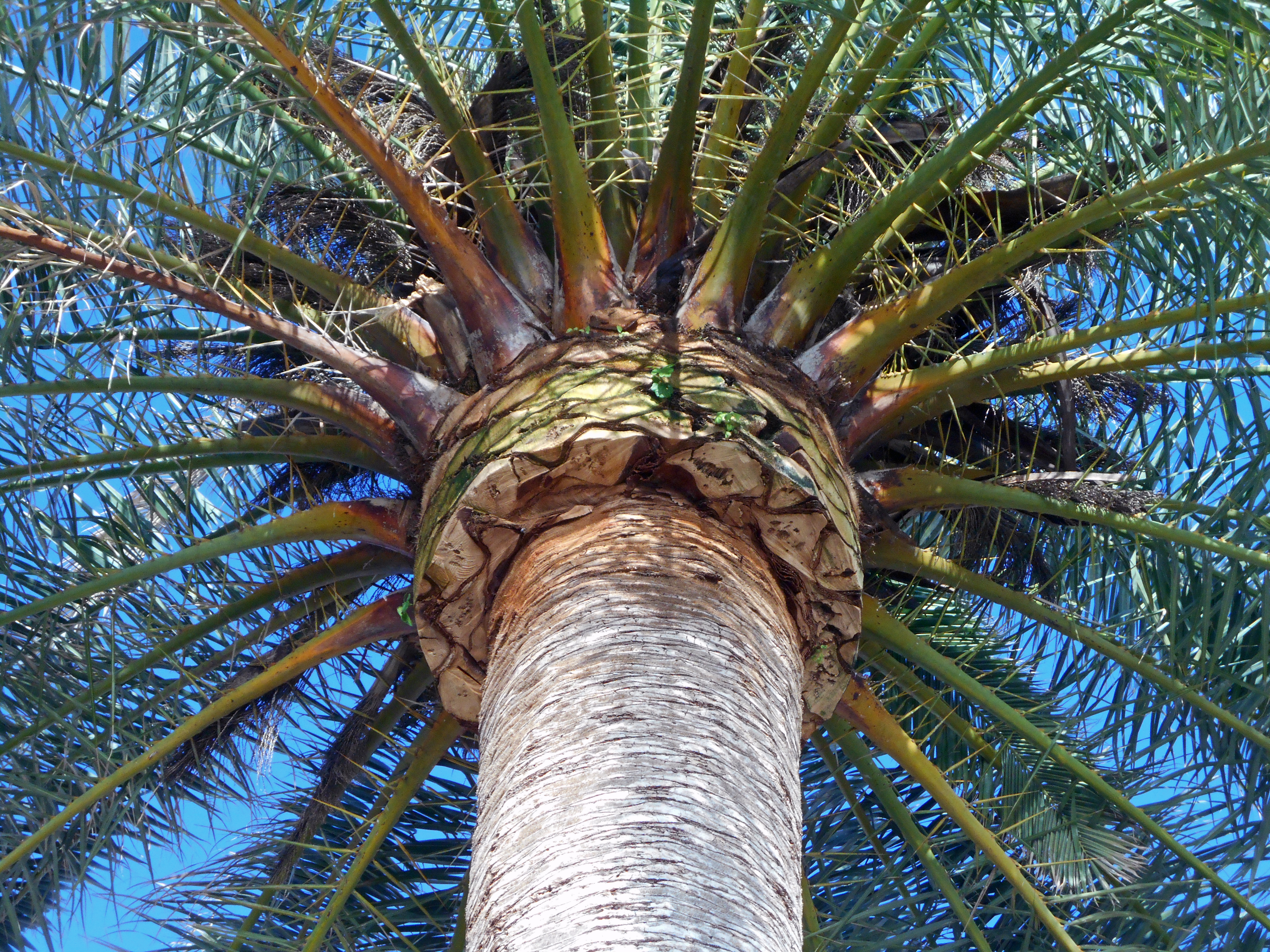
Das Entfernen von Blattresten und das Abschälen des Stamms soll den Käfern weniger Angriffsziele bieten (Budva, Mai 2017)
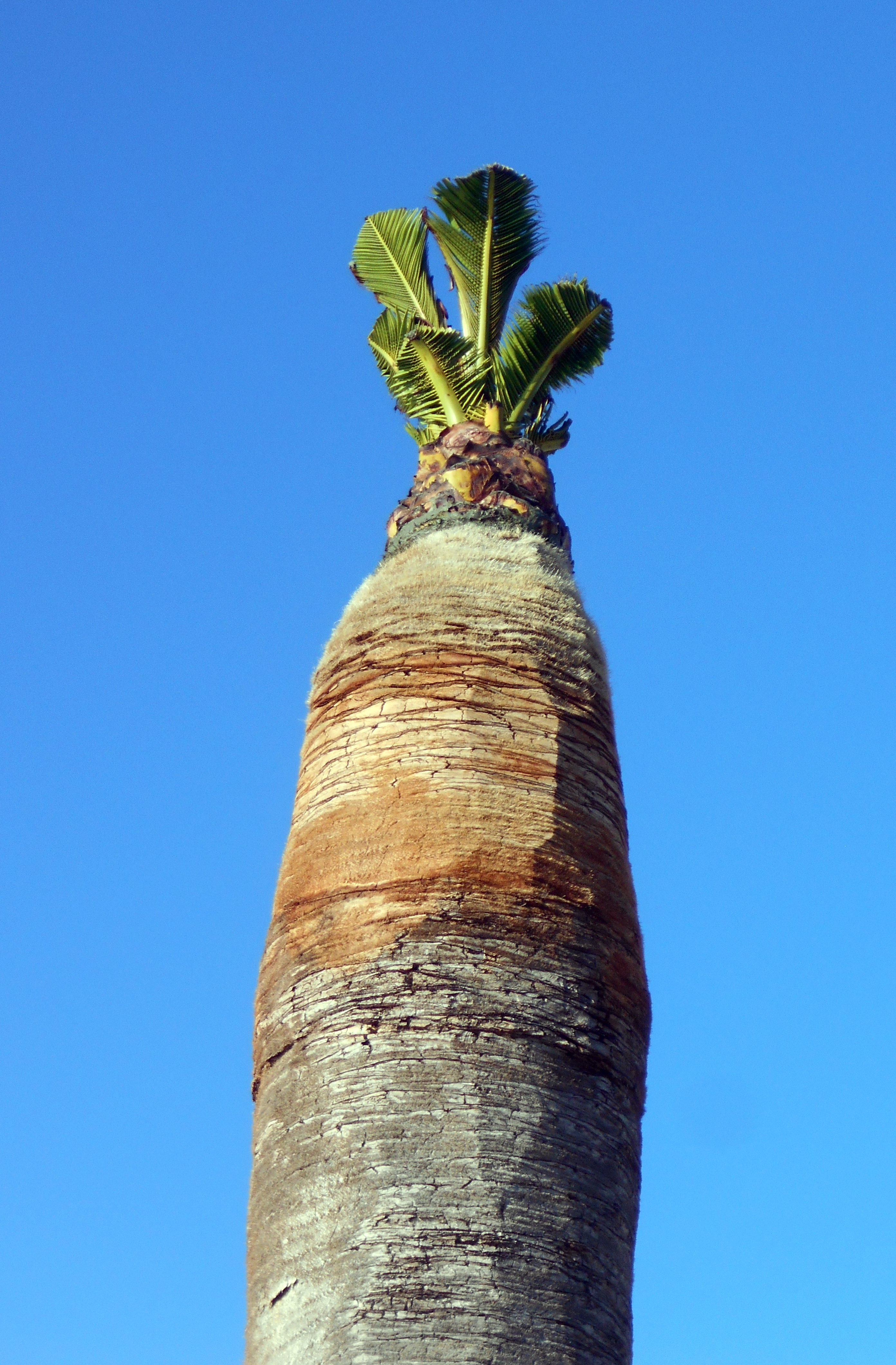
Behandelte Palme, die sich erholt, nachdem sie vom Rüsselkäfer der Roten Palmrüssler angegriffen wurde

## Synonyme
- Curculio ferrugineus Olivier, 1790[10]
- Calandra ferruginea Fabricius, 1801
- Rhynchophorus signaticollis Chevrolat, 1882

## Name
In deutschen Medien finden sich für Rhynchophorus ferrugineus auch die Namen Roter Palmen-Rüsselkäfer, Roter Palmrüssler, Indomalaiischer Palmen-Rüssler, Malaiische Palmenrüssler oder Palmrüssler. Nicht immer handelt es sich dabei um gebräuchliche Namen, so dass hier durchaus Verwechslungsgefahr besteht.

## Der Sagowurm als Speiseinsekt

Gesammelte Sagowürmer in Papua-Neuguinea

Der Sagowurm wird von indigenen Völkern, wie den Korowai auf Papua-Neuguinea oder den Kadazan und Melanau auf Borneo, als Speiseinsekt genutzt. Diese ernähren sich zu einem guten Teil von Sagopalmenmehl, das sie zu einer Art Fladenbrot verarbeiten. Das Mehl der Sagopalme ist wegen seines hohen Anteils an Stärke sehr energiereich, allerdings enthält es kaum Eiweiß. Deshalb stellen die Sagowürmer für diese Menschen eine wichtige zusätzliche Eiweißquelle dar.
In Südostasien gelten Sagowürmer als Delikatesse. Sie werden roh, geräuchert, geröstet oder in zusammengebundenen Bananenblättern gedämpft verspeist. Vor allem in Malaysia werden Sagowürmer auch in Restaurants zubereitet. Das bekannteste Insektengericht aus Sagowürmern nennt sich Sago Delight oder auch Kadazan. In Vietnam werden die Larven zum Teil lebendig mit Fischsauce verspeist.